# 張耀騰
張耀騰（1965年3月28日—），是台灣的棒球選手之一，綽號「盜俠」。曾效力於中華職棒俊國熊隊、興農熊隊、興農牛隊及時報鷹隊，守備位置為游擊手。

## 經歷
- 台南市忠義國小少棒隊
- 台南市東光少棒隊
- 台南市建興國中青少棒隊
- 屏東縣美和中學青少棒隊
- 屏東縣美和中學青棒隊
- 文化大學棒球隊（味全）
- 陸光棒球隊
- 俊國建設棒球隊
- 中華職棒俊國熊隊（1993年－1995年）
- 中華職棒興農熊隊→興農牛隊（1996年）
- 中華職棒時報鷹隊（1997年）
- 豐田汽車業務員
- 龍巖集團業務員
- 開南技術學院代課體育老師
- 臺北縣汐止國中棒球隊教練
- 臺北縣汐止國小棒球隊總教練

## 職棒生涯成績
| 年度   | 球隊   | 出賽 | 打數 | 安打 | 全壘打 | 打點 | 盜壘 | 四死 | 三振 | 壘打數 | 雙殺打 | 打擊率 |
| ------ | ------ | ---- | ---- | ---- | ------ | ---- | ---- | ---- | ---- | ------ | ------ | ------ |
| 1993年 | 俊國熊 | 80   | 298  | 71   | 2      | 30   | 12   | 18   | 40   | 90     | 7      | 0.238  |
| 1994年 | 俊國熊 | 59   | 225  | 56   | 0      | 17   | 22   | 23   | 39   | 65     | 4      | 0.249  |
| 1995年 | 俊國熊 | 99   | 371  | 93   | 4      | 28   | 45   | 33   | 66   | 123    | 9      | 0.251  |
| 1996年 | 興農牛 | 65   | 203  | 43   | 1      | 15   | 12   | 24   | 46   | 52     | 7      | 0.212  |
| 1997年 | 時報鷹 | 56   | 171  | 47   | 3      | 21   | 10   | 17   | 19   | 66     | 6      | 0.275  |
| 合計   | 5年    | 359  | 1268 | 310  | 10     | 111  | 101  | 115  | 210  | 396    | 33     | 0.244  |

## 特殊事蹟
- 1993年3月12日，在台中棒球場的俊國熊隊隊史例行賽首戰中擔任先發第一棒游擊手，為隊史第一位上場打擊的選手。
- 1993年8月13日，在立德棒球場出戰兄弟象隊於第一局面對先發投手鄧肯擊出兩分打點全壘打，為中職生涯首轟。
- 1995年6月15日，個人單場2安打2得分3盜壘，雖球隊輸球仍被票選為單場MVP，也是台灣棒球史上第一次敗隊球員獲選為單場MVP。
- 1997年4月23日，達成職棒生涯百盜紀錄。

## 外部連結
- 張耀騰在台灣棒球維基館上的頁面（繁體中文）
- 球員資訊和成績在中華職棒官網（中文）

| 前任： 林易增 | 中華職棒盜壘王 1995年 | 繼任： 賀亮德 |